# Снітко Олена Степанівна
Олена Степанівна Снітко (23 березня 1955) — український мовознавець, доктор філологічних наук, професор, завідувач кафедри російської мови Інституту філології КНУ імені Тараса Шевченка, член експертної ради з лінгвістики ВАК України, член експертної ради з гуманітарних та соціальних наук при ДАК України, почесний професор Китайської Республіки (Тайвань).

## Життєвий та творчий шлях
Народилася 23 березня 1955 р. у місті Києві. Закінчила Київський національний університет імені Тараса Шевченка за спеціальністю «Російська мова та література». У 1980 році захистила кандидатську дисертацію на тему: «Семантико-синтаксическая компрессия субстантивных словосочетаний в современном русском языке». У 1990 році — докторську дисертацію на тему: «Внутренняя форма в процессах номинации». З 1995 року член редколегії «Вісника Київського університету» та збірника «Літературознавчі студії».
До сфери наукових зацікавленостей входить синтаксис сучасної російської мови, порівняльна граматика східнослов'янських мов, теорія номінації, етно- та психолінгвістика.

## Нагороди
У 2009 році відзначена Орденом княгині Ольги III ступеня.

## Основні наукові праці
- Составные наименования в газетно-публицистической речи. — К., 1981
- Внутренняя форма номинативных единиц. — Львів, 1990
- Русский язык и современность. — Київ-Лейпціг, 1989 (у співавторстві)
- Сопоставительная грамматика русского и украинского языков. — К., 2003 (у співавторстві)
- Русский язык в этнолингвистическом освещении. — К., 2005 (у співавторстві)
- Підручник «Русский язык»(для 5 класу шкіл з українською мовою навчання). — К., 1996
- Підручник «Русский язык» (для 5 класу шкіл з російською мовою навчання. — К., 2005 (у співавторстві).